# Georg Tallberg
Pour les articles homonymes, voir Tallberg.
Georg Bertil Tallberg  surnommé Tusse né le 6 avril 1961 à Helsinki en Uusimaa en Finlande, est un skipper finlandais.

## Palmarès

### Jeux olympiques
- Médaille de bronze en 470 en 1980 (avec Jouko Lindgrén).

## Parenté dans le sport
Tallberg possède plusieurs membres de sa famille comme sportifs skippers. Il est marié à Anna Slunga-Tallberg. Ses cousins, Henrik, Johan et Peter, sont aussi skippers.